# Elecciones generales de Austria de 2024
Las elecciones generales de Austria de 2024 se celebraron el 29 de septiembre de 2024  para elegir al 28º Consejo Nacional, la cámara baja del parlamento bicameral de Austria.
En las elecciones, el partido de extrema derecha FPÖ obtuvo el primer puesto con el 28.9% de los votos y logrando su mejor resultado en la historia del partido. El ÖVP, en el poder, perdió 20 escaños, mientras que su socio de coalición, Los Verdes, perdió 10. El Partido Socialdemócrata (SPÖ), de centroizquierda, obtuvo solo el 21.14%, lo que supone su peor resultado en el Consejo Nacional. El NEOS mejoró respecto de 2019, pasando de 15 a 18 escaños.

## Antecedentes
Desde las elecciones generales de 2019 gobierna en Austria una coalición entre el Partido Popular Austríaco (ÖVP) y Los Verdes-La Alternativa Verde. Karl Nehammer asumió como Canciller de Austria a fines de 2021, como consecuencia de la renuncia de Sebastian Kurz a raíz de la investigación de corrupción en su contra.
Debido a la impopularidad del gobierno, a menudo se especulaba en los medios de comunicación que se podrían convocar elecciones anticipadas para la primavera de 2024, pero el gobierno dijo repetidamente que deseaba terminar su mandato y que las elecciones se celebrarían en septiembre de 2024. El 28 de junio de 2024, el gobierno federal proclamó formalmente la fecha de las elecciones para el 29 de septiembre de 2024.

## Sistema electoral
Los 183 miembros del Consejo Nacional son elegidos mediante representación proporcional de lista abierta en tres niveles; una única circunscripción nacional, nueve circunscripciones basadas en los estados federales y 39 circunscripciones regionales. Los escaños se distribuyen entre los distritos electorales regionales en función de los resultados del censo más reciente. Para que los partidos reciban representación en el Consejo Nacional, deben ganar al menos un escaño en una circunscripción directamente o superar un umbral electoral nacional del 4%.
Después de las elecciones, los escaños se asignan a los candidatos de los partidos y listas ganadores en un proceso de tres etapas, comenzando por los distritos electorales regionales. Los escaños se distribuyen según la cuota Hare en los distritos electorales regionales, y los escaños no asignados se distribuyen a nivel de distritos electorales estatales. Los escaños restantes se asignan luego utilizando el método D'Hondt a nivel federal, para garantizar la proporcionalidad general entre el porcentaje de votos nacionales de un partido y su porcentaje de escaños parlamentarios.
Además de votar por un partido político, los votantes pueden emitir tres votos preferenciales por candidatos específicos de ese partido, pero no están obligados a hacerlo. Estos votos adicionales no afectan la asignación proporcional basada en el voto por el partido o lista, pero pueden cambiar el orden de clasificación de los candidatos en las listas de un partido a nivel federal, estatal y regional. El umbral para aumentar la posición de un candidato en una lista de un partido federal es del 7 por ciento, en comparación con el 10 por ciento a nivel estatal y el 14 por ciento a nivel regional. Los nombres de los candidatos en las listas regionales de partidos están impresos en la boleta y se pueden marcar con una 'x' para indicar la preferencia del votante. Sin embargo, los votos de preferencia para candidatos en listas de partidos a nivel estatal y federal deben ser escritos por el elector, ya sea escribiendo el nombre o el número de rango del candidato en un espacio en blanco provisto para ese propósito.

## Campaña
Todos los partidos principales comenzaron sus campañas electorales a mediados o finales de agosto de 2024. Las primeras oleadas de vallas publicitarias electorales y carteles de campaña se colocaron en lugares y carreteras muy frecuentadas, los candidatos principales aparecieron en entrevistas de televisión y debates y se lanzaron anuncios en las redes sociales, la radio y la televisión. Cada partido pudo gastar un máximo de 8,6 millones de euros para las elecciones, de acuerdo con las leyes de financiación de campañas.
Especialmente después del complot terrorista de Viena a principios de agosto de 2024, en el que el Estado Islámico intentó sin éxito atacar los conciertos de la cantante y compositora estadounidense Taylor Swift, la campaña se desplazó fuertemente hacia cuestiones de seguridad y vigilancia, cómo abordar el Islam político y extremista en Austria y sobre la inmigración y la integración de inmigrantes (principalmente musulmanes) en Austria. El enfoque en estos temas se vio reforzado por el apuñalamiento de Solingen a finales de agosto de 2024 en la vecina Alemania, con el FPÖ pidiendo "asilo cero" en Austria, el aumento de las deportaciones de extranjeros criminales a sus países de origen y una nueva ley para prohibir el Islam político/extremista en Austria, similar a la ley antinazi de Austria en su programa de campaña titulado "Fortaleza de Austria".  El FPÖ también pidió la consagración de los reconocimientos legales de los géneros binarios en la constitución,  restaurar algunos poderes políticos de la Unión Europea a Austria, poner fin a las sanciones contra Rusia y la salida de Austria de la Iniciativa Europea de Protección del Cielo. El SPÖ y el ÖVP han atacado a Herbert Kickl, y sus líderes lo describen como "una amenaza para la democracia" y un "riesgo de seguridad". Ambos partidos se han comprometido a no unirse a un gobierno liderado por el FPÖ, aunque Karl Nehammer no ha descartado formar una coalición con el FPÖ que excluya a Kickl del gabinete.
El uso del término Volkskanzler (Canciller del Pueblo) por parte del FPÖ para describir a Kickl en su material de campaña causó críticas entre algunos austriacos por su uso por Adolf Hitler en la década de 1930 y como recordatorio de los orígenes del FPÖ como partido fundado por antiguos nazis en la década de 1950.
El ÖVP hizo campaña sobre una plataforma de estabilidad. También se comprometió a implementar leyes de inmigración más estrictas y recortes de impuestos. 

## Resultados
|  | 28.85 % |

|  | 26.27 % |

|  | 21.24 % |

|  | 9.14 % |

|  | 8.24 % |

|  | 2.39 % |

|  | 2.02 % |

|  | 0.58 % |

|  | 0.57 % |

|  | 0.41 % |

|  | 0.40 % |

|  | 0.00 % |

|  | 99.05 % |

|  | 0.95 % |

|  | 100.00 % |

|  | 77.68 % |

### Resultados por estado

Estados sombreados por el resultado de los partidos

| Estado                                  | FPÖ        | FPÖ  | ÖVP  | ÖVP  | SPÖ  | SPÖ  | NEOS | NEOS | Grüne | Grüne | Otros | Otros | Participación |   |      |
| Estado                                  | %          | E    | %    | E    | %    | E    | %    | E    | %     | E     | Otros | Otros | Participación | % | E    |
| --------------------------------------- | ---------- | ---- | ---- | ---- | ---- | ---- | ---- | ---- | ----- | ----- | ----- | ----- | ------------- | - | ---- |
| Estado                                  | Burgenland | 28.8 | 2    | 28.6 | 2    | 27.0 | 1    | 6.5  | -     | 4.7   | -     | 4.4   | Participación | - | 82.5 |
| Carintia                                | 38.4       | 4    | 20.8 | 2    | 23.1 | 2    | 7.8  | -    | 4.7   | -     | 5.2   | -     | 76.9          |   |      |
| Baja Austria                            | 29.2       | 10   | 29.9 | 11   | 20.2 | 7    | 8.5  | 3    | 6.7   | 2     | 5.5   | -     | 82.0          |   |      |
| Alta Austria                            | 30.5       | 9    | 26.3 | 8    | 20.3 | 6    | 8.3  | 2    | 8.4   | 2     | 6.2   | -     | 80.1          |   |      |
| Salzburgo                               | 27.7       | 3    | 31.6 | 3    | 16.8 | 1    | 9.0  | -    | 8.5   | -     | 6.4   | -     | 78.4          |   |      |
| Estiria                                 | 32.2       | 8    | 27.0 | 7    | 18.6 | 5    | 8.2  | 2    | 7.6   | 2     | 6.4   | -     | 78.5          |   |      |
| Tirol                                   | 28.7       | 4    | 31.0 | 4    | 15.4 | 2    | 10.6 | 1    | 8.1   | 1     | 6.2   | -     | 74.3          |   |      |
| Vorarlberg                              | 27.1       | 2    | 29.1 | 2    | 13.1 | 1    | 12.6 | 1    | 11.4  | -     | 6.7   | -     | 71.8          |   |      |
| Viena                                   | 20.7       | 6    | 17.4 | 5    | 29.9 | 9    | 11.4 | 3    | 12.3  | 4     | 8.3   | -     | 71.9          |   |      |
| Escaños nacionales                      |            | 9    |      | 7    |      | 7    |      | 6    |       | 5     |       | -     |               |   |      |
|                                         |            |      |      |      |      |      |      |      |       |       |       |       |               |   |      |
| Austria                                 | 28.8       | 57   | 26.3 | 51   | 21.1 | 41   | 9.1  | 18   | 8.2   | 16    | 6.4   | -     | 77.7          |   |      |
| Fuente: Ministerio Federal del Interior |            |      |      |      |      |      |      |      |       |       |       |       |               |   |      |

### Resultados por divison administrativa
|                                    |
| Partido más fuerte a nivel estatal |

| |
| Partido más fuerte en los distritos (excluidas las tarjetas de votación de fuera del distrito electoral) |

| |
| Partido más fuerte a nivel municipal (o en Viena, distrito) (excluyendo las tarjetas de votación de fuera del distrito electoral y recibidas después del 27 de septiembre) |

Según los expertos de Foresight (ex SORA), alrededor del 90 por ciento de los 1,436 millones de votos en ausencia solicitados serán devueltos para su recuento. De esos aproximadamente 1,3 millones de votos, la gran mayoría (aproximadamente 1,1 millones, o el 85%) se contarán el 29 de septiembre, mientras que se estima que el 15% restante o 160.000 votos ausentes que llegaron tarde se contarán –por ley– el 30 de septiembre y otros 40.000 (de otro distrito distinto al propio de los votantes) serán contados – por ley – el 3 de octubre. Los informes de los colegios electorales durante todo el día de las elecciones han sugerido que la participación general es 'muy alta' y podría alcanzar el '80 por ciento o más'.

## Consecuencias
Las celebraciones estallaron entre los partidarios del FPÖ después de que las proyecciones iniciales mostraran que ganaron una pluralidad de votos. El secretario general del FPÖ, Michael Schnedlitz, dijo que "los hombres y mujeres de Austria han hecho historia hoy", mientras que Herbert Kickl pidió a otros partidos que reconsideren formar una coalición con su partido. En respuesta, Karl Nehammer reiteró que el ÖVP no entraría en una coalición con el FPÖ a menos que Kickl fuera excluido de un cargo ministerial.  Nehammer también dijo que estaba "amargado" por el fracaso del ÖVP, pero reconoció su papel en la mejora de los resultados del partido luego de los malos pronósticos de las encuestas.
El 29 de septiembre, unas 300 personas se manifestaron frente al Parlamento austriaco en Viena para protestar contra Kickl, al que llamaron «nazi».Los líderes de partidos de extrema derecha de toda Europa, entre ellos el primer ministro húngaro, Viktor Orbán,Marine Le Pen, de Agrupación Nacional en Francia,Matteo Salvini, de la Liga en Italia,Santiago Abascal, de Vox en España,Geert Wilders, del Partido por la Libertad en los Países Bajos, y Alice Weidel, de Alternativa para Alemania, enviaron sus felicitaciones a Kickl y al FPÖ.
En la primera encuesta posterior a las elecciones, realizada por Market-Lazarsfeld para Ö24, el FPÖ contaba con el apoyo del 30%, el ÖVP con el 25%, el SPÖ con el 20%, el NEOS con el 11%, el Partido Verde con el 8% y otros con el 6% de los votantes. Una mayoría de votantes prefería una coalición FPÖ-ÖVP (29%), seguida de ÖVP-SPÖ-NEOS (23%), ÖVP-SPÖ-Verdes (12%), ÖVP-SPÖ (9%), FPÖ-SPÖ (9%), otras coaliciones (3%) y un 15% de indecisos.Otra nueva encuesta posterior a las elecciones, realizada por Unique Research para Heute, reveló que el 58% de los austriacos quiere que el presidente austriaco encargue oficialmente al FPÖ la formación del próximo gobierno, mientras que el 36% se opone. Entre los votantes del FPÖ, el 98% se mostró a favor, entre los del ÖVP el apoyo fue del 54% y el 44% se opuso. Entre los votantes de los demás partidos, la oposición superó al apoyo.

### Formación del gobierno
El presidente Alexander Van der Bellen se comprometió a garantizar la formación de un gobierno que respete los "cimientos de nuestra democracia liberal".Si bien es habitual que el presidente solicite primero al líder del partido mayoritario que intente formar gobierno, la Constitución no lo exige.Van der Bellen declaró previamente que podría no otorgarle este mandato al FPÖ en caso de victoria.El 2 de octubre, el gobierno saliente del ÖVP-Verdes presentó su dimisión, aunque Van der Bellen le pidió que permaneciera en el cargo de forma interina. El presidente inició entonces conversaciones oficiales con todos los líderes de los partidos el 4 de octubre, siendo Kickl, líder del FPÖ, el primero en hablar con él. Van der Bellen y Kickl no hicieron declaraciones tras su reunión, pero Kickl afirmó que las haría el 5 de octubre.Nehammer y otros gobernadores del ÖVP expresaron su apoyo a que el FPÖ recibiera el primer mandato para formar un gobierno, citando el deseo de preservar la convención.
El presidente habló el 7 de octubre con Nehammer (ÖVP) y Babler (SPÖ), quienes también se reunieron al día siguiente, y el 8 de octubre con Meinl-Reisinger (NEOS) y Kogler (Verdes).Babler había descartado previamente un gobierno de coalición con el ÖVP,pero dio marcha atrás.Tras estas conversaciones iniciales con cada líder de partido, Van der Bellen declaró que les pidió que "solucionaran las cosas por su cuenta" hasta el 18 de octubre en lugar de encargar al FPÖ el mandato de formar el próximo gobierno. Van der Bellen afirmó que la situación es única en el sentido de que ningún otro partido quiere cooperar con el FPÖ y que sería absurdo ordenarle que formara gobierno en esta situación. En cambio, Van der Bellen ordenó a los partidos que mantuvieran el diálogo hasta que se presentara una vía creíble hacia un gobierno, tras lo cual encargaría al partido líder de esta constelación la formación del próximo gobierno. Mientras tanto, el FPÖ alcanzó un nuevo máximo del 33% en una nueva encuesta de Market-Lazarsfeld para el Ö24, con el ÖVP manteniéndose en el 26% y el SPÖ cayendo ligeramente al 19% (por debajo del 20% por primera vez); los partidos minoritarios se mantuvieron relativamente estables: NEOS con el 10%, el Partido Verde con el 7%, el KPÖ con el 2% y otros con el 3%.
Tras la conclusión de las conversaciones FPÖ-ÖVP-SPÖ el 16 de octubre, Nehammer reiteró su oposición a un gobierno con Kickl, quien insistió en liderar él mismo el próximo gobierno como canciller. Nehammer afirmó que «Kickl es incapaz de gobernar», añadiendo que representaba una «amenaza para la seguridad del país» y que «Nehammer y el ÖVP no están dispuestos a ser los estribos de Kickl y el FPÖ». Por otro lado, Kickl calificó a Nehammer de «un perdedor ofendido y agraviado, cuyo principal objetivo es seguir aferrándose al poder, pero sin tener en cuenta los intereses del país ni de los votantes».
El 22 de octubre, Van der Bellen solicitó oficialmente a Nehammer que formara el próximo gobierno y negociara con el SPÖ.Van der Bellen afirmó que era evidente que Kickl "no podría encontrar un socio de coalición que lo convirtiera en canciller", mientras que Kickl criticó a Van der Bellen por romper con los "procesos habituales y de eficacia comprobada" de solicitar al partido líder en las elecciones que formara gobierno y prometió: "Hoy no es el final de la historia".Nehammer afirmó que necesitaría encontrar un tercer socio de coalición para asegurar una mayoría parlamentaria estable. Una coalición ÖVP-SPÖ solo tendría una mayoría de un escaño en el Consejo Nacional, lo cual resultaría poco práctico para el trabajo diario de gobierno, ya que cualquier miembro tendría la facultad de bloquear los procedimientos.
El 25 de octubre, Nehammer y el ÖVP iniciaron oficialmente las primeras conversaciones de exploración con Babler y el SPÖ. Nehammer también conversó con las delegaciones de NEOS y los Verdes para intentar encontrar un tercer socio de coalición. Tras las conversaciones, Nehammer declaró que el camino hacia un nuevo gobierno será largo y arduo debido a las enormes diferencias políticas entre los partidos involucrados.

#### Negociaciones fallidas de la coalición ÖVP-SPÖ-NEOS
El 12 de noviembre, el partido de centroderecha ÖVP y el de centroizquierda SPÖ anunciaron que iniciarían conversaciones de coalición con el partido liberal NEOS.Las conversaciones comenzaron el 18 de noviembre.
El 3 de enero de 2025, varios medios de comunicación austriacos informaron que NEOS se había retirado de las negociaciones de coalición, lo que dejaba incierto el desarrollo de las negociaciones gubernamentales. Se informó que se podría solicitar al Partido Verde que se uniera a las negociaciones o que, en su lugar, podrían iniciarse negociaciones solo entre el FPÖ y el ÖVP o entre el FPÖ y el SPÖ. Como alternativa, se podrían convocar nuevas elecciones.
El 4 de enero, después de consultas con el presidente Van der Bellen, el ÖVP y el SPÖ continuaron las negociaciones de coalición sin ningún otro partido.Sin embargo, Nehammer dimitió como canciller y líder del ÖVP más tarde ese mismo día tras concluir que no era posible ningún acuerdo.
Nehammer fue reemplazado por Christian Stocker como líder interino del ÖVP ese mismo día, y su renuncia como canciller se hizo efectiva el 10 de enero. Al preguntársele por el motivo de su renuncia antes de esa fecha, se limitó a decir que era una decisión que no quería tomar. En un comunicado, Nehammer afirmó que su objetivo final era mantener a Kickl fuera de la cancillería "porque siempre he opinado que su comprensión del cargo y su forma de vivir la política no son buenas para nuestro país", aunque hubo "muchas razones" para su fracaso.

#### Negociaciones fallidas de coalición FPÖ-ÖVP
El 6 de enero, el presidente Van der Bellen encargó formalmente al líder del FPÖ, Herbert Kickl, que formara un gobierno.Las conversaciones de coalición continuaron durante febrero, sin ningún avance reportado.El FPÖ y el ÖVP negociaron durante más de un mes sobre la formación de un nuevo gobierno.
El FPÖ abogó por recortes fiscales sustanciales, un mayor endeudamiento público y una reducción de las contribuciones a los mecanismos financieros de la UE. Estas políticas chocaron con el ÖVP, que mantuvo su compromiso con la disciplina fiscal y el cumplimiento de los marcos económicos de la UE.Además, la postura favorable a Rusia del FPÖ y sus opiniones euroescépticas chocaron con el alineamiento proeuropeo y pro-OTAN del ÖVP.
El 12 de febrero, Kickl anunció, tras una reunión con el presidente Alexander Van der Bellen en Viena, que las negociaciones habían fracasado. Las partes habían discutido principalmente sobre la distribución de ministerios, ya que ambas querían asumir el control del Ministerio del Interior y el Ministerio de Finanzas.Según Christian Stocker, el ÖVP quería mantener el control de los Ministerios de Finanzas e Interior para asegurar un "estado constitucional defendible" y la cooperación con los servicios de inteligencia internacionales.

#### Negociaciones exitosas de la coalición ÖVP-SPÖ-NEOS
El 22 de febrero, tras una semana de conversaciones exploratorias, las tres partes informaron al presidente Van der Bellen que intentarían formar de nuevo un gobierno conjunto. Las negociaciones ya se encontraban en su fase final, pues la mayoría de los temas ya se habían acordado durante las negociaciones fallidas previas, e incluso era probable que se adoptaran algunas medidas de las negociaciones FPÖ-ÖVP, como la consolidación presupuestaria prevista para 2025.
El 27 de febrero, los líderes de los tres partidos anunciaron que habían llegado a un acuerdo de coalición. El acuerdo se sometió a votación de los miembros del partido NEOS el 2 de marzo, y fue aprobado con el 94 % de los votos.La coalición contará con 110 diputados, más de los 92 necesarios para alcanzar la mayoría.
El 3 de marzo, el presidente Van der Bellen juró oficialmente el nuevo gobierno de coalición tripartito. Christian Stocker, del ÖVP, asumió el cargo de canciller, mientras que Andreas Babler, del SPÖ, fue nombrado vicecanciller, y Beate Meinl-Reisinger, de NEOS, asumió el cargo de ministra de Asuntos Exteriores.En su discurso, Van der Bellen elogió a la coalición por anteponer el interés nacional a las divisiones partidistas, afirmando: «Las cosas buenas se hacen esperar».